# Kermes orientalis
Kermes orientalis är en insektsart som beskrevs av Shi och Liu in Liu 1993. Kermes orientalis ingår i släktet Kermes och familjen eksköldlöss. Inga underarter finns listade i Catalogue of Life.